# Danuta Wajsprych
Danuta Wajsprych – polska filozof, dr hab. nauk humanistycznych, profesor nadzwyczajny Wydziału Nauk Humanistycznych i Społecznych Olsztyńskiej Szkoły Wyższej im. Józefa Rusieckiego, oraz Instytutu Nauk Społecznych i Humanistycznych Wydziału Finansów i Zarządzania Wyższej Szkoły Bankowej w Gdańsku.

## Życiorys
Obroniła pracę doktorską, 29 maja 2012 habilitowała się na podstawie pracy zatytułowanej Pedagogia agatologiczna. Studium hermeneutyczno-krytyczne projektu etycznego Józefa Tischnera. Otrzymała nominację profesorską. Została zatrudniona na stanowisku adiunkta w Zakładzie Filozofii i Socjologii Edukacji na Wydziale Nauk Społecznych Uniwersytetu Warmińsko-Mazurskiego w Olsztynie, a także na Wydziale Pedagogicznym Olsztyńskiej Szkole Wyższej im. Józefa Rusieckiego.
Objęła funkcję profesora nadzwyczajnego na Wydziale Nauk Humanistycznych i Społecznych Olsztyńskiej Szkoły Wyższej im. Józefa Rusieckiego i w Instytucie Nauk Społecznych i Humanistycznych na Wydziale Finansów i Zarządzania w Wyższej Szkole Bankowej w Gdańsku.
Była dziekanem na Wydziale Filologicznym w Olsztyńskiej Szkole Wyższej im. Józefa Rusieckiego i na Wydziale Nauk Humanistycznych i Społecznych Olsztyńskiej Szkoły Wyższej im. Józefa Rusieckiego.